# Comuna Icușești, Neamț
Icușești (în trecut, și Iucșești) este o comună în județul Neamț, Moldova, România, formată din satele Bălușești, Bătrânești, Icușești (reședința), Mesteacăn, Rocna, Spiridonești și Tabăra.

## Așezare
Comuna se află în extremitatea sudică a județului, la limita cu județul Bacău, pe malul stâng al Siretului. Este străbătută de șoseaua județeană DJ159, care o leagă spre sud-est în județul Bacău de Dămienești, înapoi în județul Neamț de Valea Ursului și Oniceni și mai departe în județul Vaslui de Băcești (unde se termină în DN15D); și spre est în județul Bacău de Filipești (unde se intersectează cu DN2), din nou în județul Neamț de Bahna și înapoi în județul Bacău de Racova (unde se termină în DN15). Din acest drum, la Rocna se ramifică șoseaua județeană DJ107D, care duce spre nord la Ion Creangă.

## Demografie
Componența etnică a comunei Icușești
     Români (81,56%)
     Romi (4,63%)
     Alte etnii (13,81%)
Componența confesională a comunei Icușești
     Ortodocși (62,58%)
     Romano-catolici (20,97%)
     Penticostali (2,37%)
     Alte religii (0,24%)
     Necunoscută (13,84%)
Conform recensământului efectuat în 2021, populația comunei Icușești se ridică la 3.715 locuitori, în scădere față de recensământul anterior din 2011, când fuseseră înregistrați 3.952 de locuitori. Majoritatea locuitorilor sunt români (81,56%), cu o minoritate de romi (4,63%). Din punct de vedere confesional, majoritatea locuitorilor sunt ortodocși (62,58%), cu minorități de romano-catolici (20,97%) și penticostali (2,37%), iar pentru 13,84% nu se cunoaște apartenența confesională.

## Politică și administrație
Comuna Icușești este administrată de un primar și un consiliu local compus din 13 consilieri. Primarul, Marius-Vasile Minică[*], de la Partidul Național Liberal, este în funcție din octombrie 2020. Începând cu alegerile locale din 2024, consiliul local are următoarea componență pe partide politice:
|  | Partid                          | Consilieri | Componența Consiliului | Componența Consiliului | Componența Consiliului | Componența Consiliului | Componența Consiliului | Componența Consiliului | Componența Consiliului | Componența Consiliului |
|  | ------------------------------- | ---------- | ---------------------- | ---------------------- | ---------------------- | ---------------------- | ---------------------- | ---------------------- | ---------------------- | ---------------------- |
|  | Partidul Național Liberal       | 8          |                        |                        |                        |                        |                        |                        |                        |                        |
|  | Partidul Social Democrat        | 4          |                        |                        |                        |                        |                        |                        |                        |                        |
|  | Alianța pentru Unirea Românilor | 1          |                        |                        |                        |                        |                        |                        |                        |                        |

## Istorie
La sfârșitul secolului al XIX-lea, comuna purta denumirea de Iucșești, făcea parte din plasa Fundul a județului Roman și era formată din satele Cotu lui Bălan, Iucșeștii-de-Jos, Iucșeștii-de-Sus, Muncelu Durei și Recea, având în total 747 de locuitori ce trăiau în 209 case. În comună existau două biserici. La acea vreme, pe teritoriul actual al comunei mai funcționau, în aceeași plasă, și comunele Bătrânești și Bălușești. Comuna Bătrânești, formată din satele Bătrânești, Rocna și Spiridonești, avea în total 744 de locuitori ce trăiau în 177 de case. Existau în comuna Bătrânești două biserici și o școală primară mixtă cu 27 de elevi. Comuna Bălușești, formată din satele Bălușești, Mesteacăni și Tabăra, avea o populație de 1098 de locuitori ce trăiau în 281 de case; aici existau două biserici și o școală mixtă cu 45 de elevi (dintre care o fată).
Anuarul Socec din 1925 consemnează desființarea comunei Iucșești, satele Cotu lui Bălan, Mucelu Durii și Recea trecând la comuna Brăteanu, iar satul Iucșești trecând la comuna Spiridonești (noul nume al comunei Bătrânești), formată din satele Bătrânești, Iucșeștii de Jos, Spiridonești și Rocna. Comuna Bălușești continua să existe în aceeași alcătuire și având 1987 de locuitori.
O noua reorganizare a zonei a dus în 1931 la desființarea comunei Spiridonești și includerea satelor ei (alături de satul Chilii) în comuna Bălușești, în vreme ce satele Bătrânești și Rocna au fost trecute la comuna Dămienești.
În 1950, comuna Bălușești a trecut în administrarea raionului Roman din regiunea Bacău (între 1952 și 1956, din regiunea Iași). În 1968, ea a trecut la județul Neamț, a luat denumirea de Icușești de la noul sat de reședință, și a primit și satele Rocna și Bătrânești. Satul Chilii a fost transferat în 1981 la comuna Valea Ursului.

## Monumente istorice
Singurul obiectiv din comuna Icușești inclus în lista monumentelor istorice din județul Neamț ca monument de interes local este situl arheologic de la Icușești, unde s-au găsit urmele unei așezări din secolele al II-lea–al III-lea e.n.